# Dimer dikarbonylu cyklopentadienylželeza
Dimer dikarbonylu cyklopentadienylželeza je organokovová sloučenina se vzorcem [(η5-C5H5)Fe(CO)2]2, zkráceně Cp2Fe2(CO)4, [CpFe(CO)2]2 nebo Fp2. Jedná se o tmavě fialovou pevnou látku rozpustnou v mírně polárních organických rozpouštědlech, jako jsou chloroform a pyridin, a méně v teterachlomethanu a sirouhlíku. Ve vodě je nerozpustný, ale nereaguje s ní. Cp2Fe2(CO)4 jer dostatečně stálý, aby mohl být skladován za přítomnosti vzduchu a používá se na přípravu dalších komplexů CpFe(CO)2.

## Struktura
V roztocích Cp2Fe2(CO)4 vytváří dimerní polosendvičový komplex. Vytváří tři izomery: cis, trans a otevřenou formu, neobsahující můstek; tyto izomery lze odlišit podle polohy ligandů. Cis a trans izomer se liší vzájemnou polohou C5H5 (Cp) ligandů; označují se strukturním vzorcem [(η5-C5H5)Fe(CO)(μ-CO)]2, takže dva CO ligandy jsou koncové a zbylé dva tvoří můstek mezi atomy železa. Cis a trans izomery se vzájemně přeměňují s nemůstkovým izomerem, který můstkové ligandy mezi atomy železa nemá, jeho vzorec se zapisuje jako (η5-C5H5)(OC)2Fe−Fe(CO)2(η5-C5H5) — atomy kovu mají vazbu mezi sebou. V rovnovážném stavu převažují cis a trans izomery.
Koncové a můstkové karbonyly se také navzájem vyměňují: trans izomer je může vyměňovat přes otevřený izomer, případně otočením bez průchodu přes otevřený izomer. U cis izomeru je možný pouze první z těchto mechanismů.
V roztocích se cis, trans a otevřený izomer rychle přeměňují jeden v druhý. Tento proces je příliš rychlý, než aby jej bylo možné zachytit NMR, takže se ve spektru z 1H NMR při 25 °C objevuje jediný signál. Podobně 13C NMR objevuje jeden ostrý CO signál za teplot nad −10 °C, Cp signál se mění na jeden ostrý při 60 °C. NMR studiemi bylo zjištěno, že cis izomer je při pokojové teplotě o něco více zastoupen než trans izomer a podíl otevřené formy je malý. Vzájemná přeměna izomerů není dostatečně rychlá, aby vytvořila jediný pás v infračerveném spektru, kde jsou tak vidět tři pásy. Můstkové CO ligandy absorbují okolo 1780 cm−1 a koncové okolo 1980 cm−1.
Průměr struktur Cp2Fe2(CO)4 vytváří v benzenu dipólový moment 3,1 D.
Molekulové struktury cis i trans izomerů v pevném skupenství byly prozkoumány rentgenovou a neutronovou difrakcí. Vzdálenosti Fe–Fe a Fe–C se v rámci kosodélníku Fe2C2 neliší, Fe2C2 vytváří u trans izomeru přesně rovinný systém a u cis izomeru se objevuje kosodélník složený o úhel 164°, odchylky ve struktuře Cp kruhu trans izomeru jsou způsobeny rozdílným obsazením orbitalů Cp.
I když jsou ve starších publikacích znázorňovány dva vzájemně propojené atomy železa, tak teoretické analýzy přítomnost přímých vazeb Fe–Fe nepodporují, což odpovídá výpočetním i krystalografickým datům, které neukazují na výši elektronovou hustotu na atomech železa.
Jiný pohled, založený hlavně na reaktivitě a spektroskopických údajích, naznačuje, že elektronová hustota nemusí být nejlepším ukazatelem přítomnosti či nepřítomnosti chemické vazby. Za nepřítomnosti vazby Fe–Fe by můstkové karbonyly musely formálně být μ-X2 a μ-L ligandy, aby Fe centra splňovala pravidlo 18 elektronů.

## Příprava
Cp2Fe2(CO)4 poprvé připravil Geoffrey Wilkinson v roce 1955 způsobem, který se dosud používá: reakcí pentakarbonylu železa (Fe(CO)5) s dicyklopentadienem.
2 Fe(CO)5 + C10H12 → (η5-C5H5)2Fe2(CO)4 + 6 CO + H2
Dicyklopentadien se zde štěpí na cyklopentadien, který poté reaguje s Fe(CO)5 za ztráty CO. Fotochemický a tepelný mechanismus jsou poněkud odlišné, ovšem v obou se vytváří hydridový meziprodukt.

## Reakce
Přestože nemá Fp2 žádné využití mimo laboratoře, tak se používá na přípravu dalších organokovových sloučenin.

### Fp−(FpNa a FpK)
Redukčním štěpením [CpFe(CO)2]2 (komplexu Fe+) vznikají sloučeniny alkalických kovů formálně odvozené od cyklopentadienyldikarbonylželezného aniontu, [CpFe(CO)2]−, nebo Fp−obsahujícího Fe0, u nichž se předpokládá, že tvoří těsné iontové páry. Obvyklým redukčním činidlem bývá kovový sodík nebo sodný amalgam, slitina NaK, grafit draselný (KC8), nebo trialkylborohydrid kovu alkalických zemin. [CpFe(CO)2]Na je často zkoumanou sloučeninou, protože se snadno alkyluje, acyluje či metaluje pomocí odpovídajících elektrofilů. Jedná se o velmi dobrý SN2 nukleofil, v reakcích s primárními a sekundárními alkylbromidy přibližně o dva řády nukleofilnější než thiofenolátový anion, PhS–.
[CpFe(CO)2]2 + 2 Na → 2 CpFe(CO)2Na
[CpFe(CO)2]2 + 2 KBH(C2H5)3 → 2 CpFe(CO)2K + H2 + 2 B(C2H5)3
Reakcí NaFp s alkylhalogenidy (RX, X = Br, I) vznikají sloučeniny FeR(η5-C5H5)(CO)2
CpFe(CO)2K + CH3I → CpFe(CO)2CH3 + KI
Fp2 lze také štěpit alkalickými kovy a elektrochemickou redukcí.

### FpX (X = Cl, Br, I)
Halogeny oxidačně štěpí [CpFe(CO)2]2 na železnaté sloučeniny FpX (X = Cl, Br, I),
[CpFe(CO)2]2 + X2 → 2 CpFe(CO)2X
jako je například jodid cyklopentadienyldikarbonylželeznatý.

### Fp(η2-alken)+, Fp(η2-alkyn)+a ostatní Fp+
Za přítomnosti halogenidových aniontů akceptory, jako jsou bromid hlinitý a tetrafluorboritan stříbrný, reagují sloučeniny typu FpX (X = halogenid) s alkeny, alkyny, a labilními neutrálními ligandy (například ethery a nitrily) za vzniku komplexů Fp+.
[Fp(isobuten)]+ lze připravit reakcí NaFp s methallylchloridem a následnou protonolýzou. Tento komplex se dá použít jako prekurzor dalších kationtových Fp–alkenů a Fp–alkynů. Při této výměně se uvolňuje plynný isobuten. Méně substituované alkeny se vážou silněji a mohou nahradit více stericky zatížené ligandy.
Alkenové a alkynové komplexy mohou být také vytvořeny zahříváním kationtových etherových nebo aquakomplexů, například [Fp(thf)]+BF −
4 , s alkeny a alkyny.
Komplexy [FpL]|+BF −
4  lze rovněž získat z FpMe a HBF4·Et2O v dichlormethanu při −78 °C a navázání ligandu na produkt této reakce.
Komplexy Fp a alkenů lze též získat nepřímo z Fp aniontů. Odštěpením hydridů z Fp–alkylových sloučenin pomocí trifenylmethylhexafluorofosfátu vznikají komplexy [Fp(α-alken)]+.
FpNa + RCH2CH2I → FpCH2CH2R + NaI
FpCH2CH2R + Ph3CPF6 → [Fp(CH2=CHR)+]PF −
6  + Ph3CH
I reakcemi NaFp s epoxidy následovanými kysele řízenými dehydratacemi je možné vytvořit komplexy alkenů. Fp(alken)+ jsou stálé vůči bromacím, hydrogenacím a acetoxymerkuracím, alken lze ovšem snadno odstranit působením jodidu sodného v acetonu nebo zahříváním s acetonitrilem.
Alkenové ligandy jsou u těchto aniontů aktivované vůči nukleofilním atakům, což jim umožňuje vstupovat do řady reakcí vytvářejících vazby mezi atomy uhlíku. Nukleofilní adice obvykle probíhají na substituovanějším uhlíku; tato regioselektivita je způsobena větší hustotou kladného náboje. Adice nukleofilů jsou zcela stereoselektivní, probíhají do polohy anti vůči skupině Fp. Obdobně mohou i komplexy typu Fp(alkyn)+ vstupovat do nukleofilních adičních reakcí s mnoha uhlíkatými, dusíkatými a kyslíkatými nukleofily.
Fp(alken)+ a Fp(alkyn)+ π komplexy jsou také kyselé na allylových a propargylových pozicích a mohou být kvantitativně deprotonovány aminovými zásadami, jako je triethylamin, na neutrální Fp–allyl and Fp–allenyl σ komplexy.
(1) Fp(H2C=CHCH2CH3)+|BF −
4  + Et3N → FpCH2CH=CHCH3 + Et3NH+BF −
4 
(2) FpCH2CH=CHCH3 + E+BF −
4  → Fp(H2C=CHCH(E)CH3)+BF −
4 
Fp–allylové al d Fp–allenylové loučeniny reagují s kationtovými elektrofily E (například trimethyloxoniumtetrafluorborátem (Me3O+), karbokationty a oxokarbeniovými ionty) za tvorby allylovaných a propargylovaných produktů. Podobný komplex [Cp*Fe(CO)2(thf)]+[BF4]− katalyzuje navazování propargylových a allylových skupina na vazby C−H spojením deprotonace a elektrofilní funkcionalizace.
Byly také popsány η2-allenylové komplexy Fp+ a substituované cyklopentadienyldikarbonylželeznaté kationty, přičemž vykazují výrazné odchýlení na centrálním allenovém uhlíku (s vazebným úhlem < 150°).

### Cyklopropanační činidla obsahující Fp
Byla vyvinuta cyklopropanační činidla založená na Fp. Připravují se reakcemi FpNa s thioethery a jodmethanem a jsou stálejší než obvyklé Simmonsovy–Smithovy meziprodukty a diazoalkany.
FpNa + ClCH2SCH3 → FpCH2SCH3 + NaCl
FpCH2SCH3 + CH3I + NaBF4 → FpCH2S(CH3)2]BF4 + NaI
K používání [FpCH2S(CH3)2]BF4 nejsou potřeba zvláštní podmínky.
Fp(CH2S+(CH3)2>BF −
4  + (Ph)2C=CH2 → 1,1-difenylcyklopropan + …
K odstranění vedlejších produktů se přidává chlorid železitý.
Jako cyklopropanační činidla také někdy slouží prekurzory Fp=CH +
2 , jako je FpCH2OMe, protonací se měnící na karben.

### Fotochemické reakce
Fp2 vstupuje do fotochemických reakcí.
Ozáření ultrafialovým zářením o vlnové délce 350 nm vyvolává redukci dimeru 1-benzyl-1,4-dihydronikotinamidu, (BNA)2.